# The Incident
Pour les articles homonymes, voir Incident.
Albums de Porcupine Tree
Fear of a Blank Planet
(2007) Closure/Continuation
(2022)
Singles
1. Time Flies
Sortie : 11 août 2009

The Incident est le 10e album studio du groupe de rock progressif anglais, Porcupine Tree. Il est sorti le 14 septembre 2009 sur le label Roadrunner Records et a été produit par le groupe.

## Historique
Cet album fut enregistré en Angleterre dans les studios Air Lyndhurst Hall et The Artillery de Londres et dans les studios No Man's Land et Bourne Place dans le Hertfordshire ainsi que dans les studios Monkey Puzzle à Montreal au Canada et dans les studios Red Room Recorders de Tampa aux États-Unis. Les sessions d'enregistrement s'étalèrent entre septembre 2008 et mai 2009.
Parue sous forme d'un double CD, cette œuvre fut décrite sur le site officiel du groupe comme « une chanson vaguement surréaliste à propos de débuts et de fins, et du sentiment qu'après ça, les choses ne seront plus jamais les mêmes », laissant croire à un changement radical à venir dans la musique du groupe.
Cet album se classa à la 25e place du Billboard 200 aux États-Unis et à la 23e place des charts britanniques.
Une tournée mondiale de promotion de cet album commença en septembre 2009. 

## Liste des pistes
CD1
1. The Incident - 55:15 (Porcupine Tree)
  -  XIV. I Drive the Hearse - 6:41 (Wilson)

CD2
1. Flicker - 3:41 (Porcupine Tree)
2. Bonnie the Cat - 5:45 (Porcupine Tree)
3. The Black Dahlia - 3:40 (Richard Barbieri, Steven Wilson)
4. Remember Me Lover - 7:31 (Porcupine Tree)

Chansons bonus de l'édition japonaise
1. Way Out of Here (live) - 7:49 (Porcupine Tree)
2. What Happens Now ? (live) - 8:07 (Porcupine Tree)

## Musiciens
- Steven Wilson: chant, guitares, claviers
- Richard Barbieri: claviers, synthétiseurs
- Colin Edwin: basse, contrebasse
- Gavin Harrison: batterie, percussions

## Charts
| Pays         | Durée du classement | Meilleur classement | Date              |
| ------------ | ------------------- | ------------------- | ----------------- |
| Allemagne    | 3 semaines          | 17e                 | 25 septembre 2009 |
| Australie    | 1 semaine           | 35e                 | 27 septembre 2009 |
| Autriche     | 1 semaine           | 45e                 | 25 septembre 2009 |
| Belgique (W) | 2 semaines          | 40e                 | 26 septembre 2009 |
| Belgique (V) | 2 semaines          | 79e                 | 26 septembre 2009 |
| Canada       | 1 semaine           | 23e                 | 3 octobre 2009    |
| Espagne      | 2 semaines          | 77e                 | 20 septembre 2009 |
| États-Unis   | 3 semaines          | 25e                 | 3 octobre 2009    |
| Finlande     | 2 semaines          | 11e                 | 21 septembre 2009 |
| France       | 4 semaines          | 35e                 | 19 septembre 2009 |
| Italie       | 5 semaines          | 33e                 | 24 septembre 2009 |
| Norvège      | 1 semaine           | 19e                 | 21 septembre 2009 |
| Pays-Bas     | 7 semaines          | 5e                  | 19 septembre 2009 |
| Royaume-Uni  | 2 semaines          | 23e                 | 26 septembre 2009 |
| Suède        | 2 semaines          | 23e                 | 25 septembre 2009 |
| Suisse       | 2 semaines          | 20e                 | 27 septembre 2009 |